# Wintelre
Wintelre (Brabants: Wijnter-, Wènter- of Wintersel) is een dorp in het zuidoosten van de Nederlandse provincie Noord-Brabant. Wintelre is een van de Acht zaligheden, een groep dorpen in de Brabantse Kempen. Het is een voornamelijk agrarisch dorp, dat klein is gebleven hoewel het in de agglomeratie Eindhoven ligt en grenst aan Eindhoven Airport. In 2023 had Wintelre inclusief buitengebied 2.125 inwoners, in 2023 waren dat er 2125.

## Bestuurlijke indeling

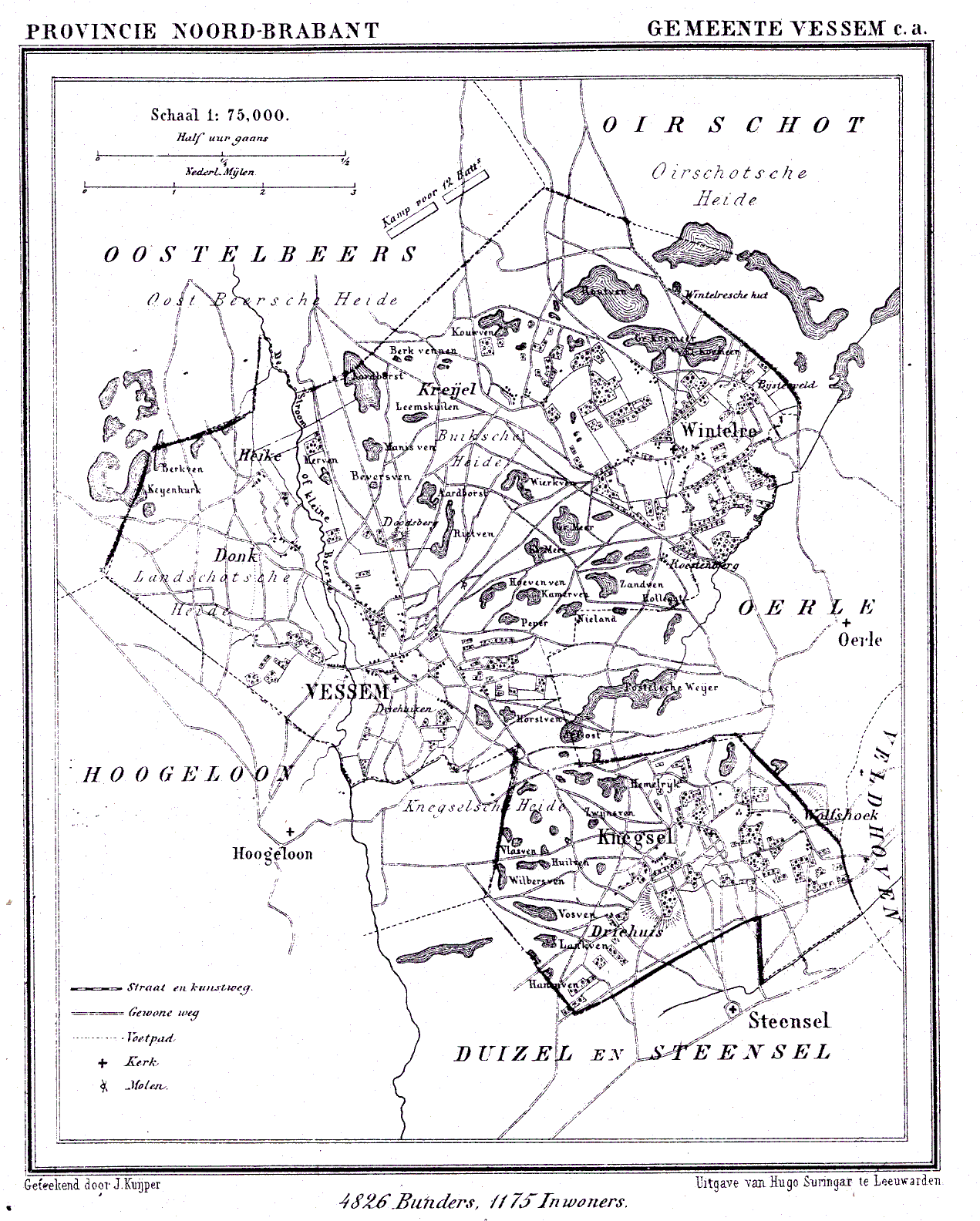
De toenmalige gemeente in 1867, Gemeente-atlas van Nederland

In 1815 werden de zelfstandige dorpen Vessem, Wintelre en Knegsel samengevoegd tot de gemeente Vessem, Wintelre en Knegsel, in de 19e eeuw ook wel Vessem c.a. genoemd. Deze werd per 1 januari 1997 bij Eersel gevoegd in het kader van de gemeentelijke herindeling van Noord-Brabant.
Anno 2024 vallen onder de woonplaats ook de buurtschappen Bijsterveld, Kreiel, Mostheuvel en een deel van Scherpenering.

## Etymologie
De oudst geattesteerde vormen van de naam zijn Winterlo en Winterle, eerste kwart 13e eeuw. De uitgang -le en -lo zijn varianten van -loo, wat duidt op loofbos, mogelijk een open plek in een bos, of een bosje op hoge zandgrond. Opmerkelijk is dat de plaatsnaam in de volksmond al eeuwen lang Wintersel wordt genoemd. Een articulatorische verandering als deze komt vaker voor in de regio. Een vergelijkbare sibilante articulatie is waar te nemen bij de namen van de nabij gelegen plaatsen Aarle (Aarzel) en Oerle (Oers).
Het naamdeel Winter is mogelijk een persoonsnaam, waarschijnlijk geen directe verwijzing naar het jaargetijde of winterse omstandigheden.

## Geschiedenis
Van prehistorische bewoning getuigen nog de grafheuvels in de omgeving, die dateren uit de urnenveldencultuur. Na de Romeinse tijd was er weinig bewoning meer, maar omstreeks 550 werd het gebied door de Franken bevolkt en in het begin van de 8e eeuw predikte in deze omgeving de heilige Willibrordus, waarna het gebied geleidelijk gekerstend werd.
Gedurende de 13e eeuw kwam Wintelre onder bestuur van de vrijheid Eersel, maar na 1300 verloor deze aan invloed en viel Wintelre onder de schepenbank van Oerle. Dit duurde tot 1561.
Begin 19e eeuw schreef Stephanus Hanewinkel over Wintelre in zijn Geschied- en aardrykskundige beschryving der stad en Meiëry van 's Hertogenbosch, beginnende met de vroegste tyden, en eindigende met den jare 1802 (omgezet naar huidige spelling):
WINTELRE, gewoonlijk van de Meierijenaars Wyntersel genoemd, is een klein dorpje, behorende onder de rechtbank van Vessem, liggende omtrent een uur noordoostwaarts van hetzelve, en bijna twee uren westelijk van Eindhoven, midden in een heide, het is echter tamelijk welvarend en zeer houtrijk. Er ligt een kleine kerk of kapel met een spits torentje. De Inwoners, die den H. Willibrord als hunne beschermheilige eerbiedigen, worden gerekend op 259 zielen. Zij bestaan van den landbouw en schapenteelt. In 1543 legde M. van Rossem aan dit dorpje een brandschatting op.

## Kerk

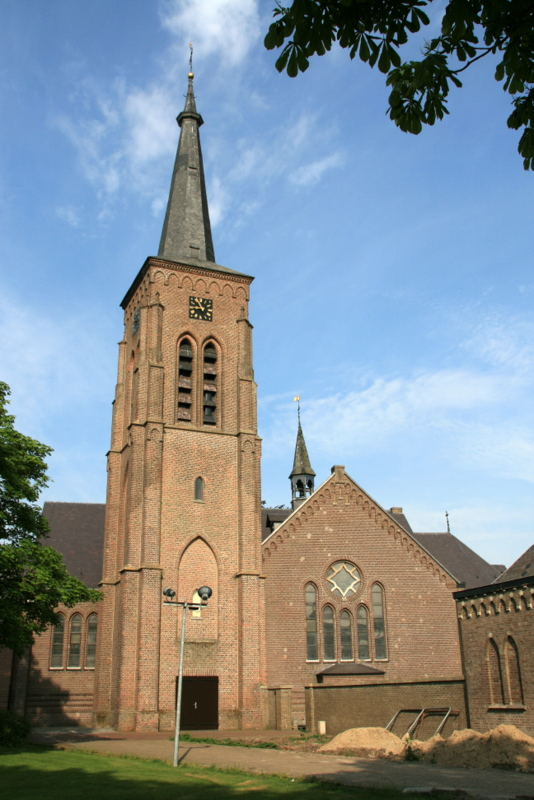
Kerk

Wintelre had oorspronkelijk geen parochie. Wel was er een Mariakapel die als kerkje dienstdeed. Uit 1320 stamt een document waarin Johanna van Brabant toestemming gaf om een schutterij op te richten die deze kapel moest onderhouden en beschermen.
Omstreeks 1570 werd Wintelre een zelfstandige parochie, die aan de heilige Willibrordus was gewijd. Zoals veel kerken werd deze halverwege de 17e eeuw, in 1648, toegewezen aan de protestanten, maar dezen waren in het katholieke zuiden met zo weinigen dat ze de kerk niet konden onderhouden. De katholieken namen in 1672 een schuurkerk in gebruik.
In 1822 bouwden de katholieken een nieuwe kerk, welke in 1858 aan de westzijde een neogotische toren kreeg die ontworpen was door Hendrik Jacobus van Tulder. De stenen van deze toren zijn voor het merendeel gebakken door de plaatselijke boeren in veldovens. Deze kerk werd in 1932 gesloopt, maar de toren was toen al deel geworden van de nieuwe Sint-Willibrorduskerk die in 1931 was gebouwd. Deze kerk was niet naar het oosten gericht, zodat de oude toren nu schuin tegen de gevel staat. In 1944 raakte de voorgevel ernstig beschadigd door oorlogshandelingen tijdens de bevrijding van Zuid-Nederland.

## Gebouwen
- De pastorie is een neoclassicistisch gebouw, oorspronkelijk uit het begin van de 19e eeuw, maar in 1858 gerenoveerd.
- Langgevelboerderij op Kekkeneind 13.
- Een andere langgevelboerderij, op Willibrordusstraat 2, is op 20 mei 2014 door brand verwoest. Het daarbij behorende bakhuis heeft de brand overleefd. Op deze locatie is een nieuwe woonboerderij gebouwd.
- Schoolhuis in de Kerkstraat, eind jaren 20 van de 19e eeuw, is nog benut ter inkwartiering van de Friese Schutters die tijdens de Tiendaagse Veldtocht moesten strijden tegen de opstandige Belgen.

## Musea
- Tot 2017 was er aan de Willibrordusstraat 47 een klein museum gevestigd, genaamd Ons Museum. Het toonde een aantal gebruiksvoorwerpen uit vroeger jaren.

## Monumenten
- Christus-Koningbeeld, naast de kerk. Het toegangspad naar dit beeld uit 1927 wordt geflankeerd door twee leeuwen.
- Bevrijdingssteen uit 1946, ter herinnering aan de opvang in Wintelre van 130 evacués uit het Gelderse Elst in november 1944.
- Drie Ossen, een bronzen beeldje van Antoinette Briët, op de hoek Kloosterstraat/Willibrordusstraat. Het werd geplaatst in 2000 ter gelegenheid van de millenniumwisseling.
- Drie Vrouwen, een beeldje op het dorpsplein, van Tjikkie Kreuger.
- Het Kloppend Hart op het dorpsplein gemaakt door Ilse van de Ven.

## Natuur en landschap
Wintelre ligt te midden van agrarisch, soms kleinschalig gebied. In het oosten hiervan stroomt de Bruggenrijt, en daar voorbij ligt Eindhoven Airport. Naar het noorden toe wordt het landschap grootschaliger en gaat het over in meer recente heide-ontginning, die overgaat in de Oirschotse Heide. Verder naar het westen ligt de Straatse Heide, een naaldhoutgebied met enkele heidevelden. Ruim een kilometer ten zuidwesten van het dorp ligt de Buikheide, een bosgebied van ruim 500 hectare, met daarin het natuurreservaat Groot- en Kleinmeer, bestaande uit twee vennen met bijzondere plantengroei.
Door de ligging vlak bij Eindhoven Airport is er vooral tijdens de spitsuren enige drukte door forensenverkeer.

## Cultuur en recreatie
Het verenigingsleven van Wintelre omvat een fanfare-drumband, gilde, toneelclub, motorclub, biljartvereniging, heemkundevereniging en zangverenigingen. Qua sport zijn er voetbalvereniging DEES en een korfbalvereniging.

### Records
Wintelre heeft twee wereldrecords in handen die erkend zijn door het Guinness Book of Records. In 2000 werd er in het kader van de eeuwwisseling "de langste waslijn ter wereld" gemaakt, met een lengte van 24.741 meter. In 2010 werd de langste ballonnenlijn van de wereld (Longest balloon chain) gerealiseerd, met 5040 meter en 56400 ballonnen.

### Evenementen
- Tijdens carnaval heet het dorp Klepbroekenbult. In het verleden kende Klepbroekenbult diverse carnavalsverenigingen. Sinds De Erpelschellers in 2011 is gestopt en jeugdvereniging De Klepbroeken is opgeheven is CV De Huifnarren de enige overgebleven vereniging. Deze levert dan ook jaarlijks de dorpsprins.
- Het Welons Festival beleefde in 2018 zijn twintigste editie en is voortgekomen uit een evenement dat vanaf 1993 enkele keren door Rene v.d. Velden met voetbalclub DEES is georganiseerd.[5][6] Het wordt gehouden in het derde weekend van juni. Welons betekende oorspronkelijk WEntersel Live Ons Stage. Van een festival om beginnende bands een podium te bieden heeft het festival zich ontwikkeld tot een driedaags festival met meer dan 1500 bezoekers.[bron?]
- Vanaf 2008 wordt in het tweede weekend van december het Dickensfestijn gehouden, veelal om het jaar. Het festijn is een combinatie van straattheater, markt en muziek rondom de schrijver Charles Dickens en is ontstaan na de viering van de kerktoren die 150 jaar oud was. Na 2008 en 2010 ging het vanaf 2013 verder in de oneven jaren. De editie van december 2021 ging wegens de coronacrisis niet door.[7][8][9][10]

## Bekende personen afkomstig uit of woonachtig geweest in Wintelre
- Jan Smulders (1898 - 1945), burgemeester
- Truus Smulders-Beliën (1902 - 1966), burgemeester
- Rick van den Oever (1987), voetballer
- Huub Artz (2002), profwielrenner

## Nabijgelegen kernen
- Oerle, Acht, Oirschot, Vessem, Oostelbeers, Knegsel